# La Posta
La Posta es una localidad cordobesa situada en el departamento Río Primero, provincia de Córdoba, Argentina. Tiene una población de 322 habitantes.
Se encuentra situada a 200 km de la Ciudad de Córdoba y a 35 km de la ruta provincial N.º 17 a la altura de la localidad de Obispo Trejo.

## Historia
El pueblo surgió en 1932 con la habilitación de la estación ferroviaria del Ferrocarril Central Argentino (FCCA), luego llamado Ferrocarril General Bartolomé Mitre, en el ramal James Craik-Sumampa.  No obstante, la comunidad reconoce su origen en la antigua estancia de Las Encrucijadas que formaba parte del grupo de puestos que flanqueaban el llamado Camino de las Tropas.  El pequeño poblado decimonónico contaba con varias casas y una capilla, luego la población se trasladó en la década de 1920 al paraje llamado Cañada Honda, donde se formó otro pueblito con capilla y plaza central.  Finalmente, en 1932 el pueblo se traslada en torno a la estación La Posta del FCCA, siendo los terrenos loteados por la Compañía Agroganadera Chicco Hermanos.
Se encuentra situada en el arco sur de la laguna de Mar Chiquita.  No obstante, la Comuna local ha inaugurado una gran pileta pública para el desarrollo de la natación y para la recreación de los vecinos.
La localidad cuenta con jardín de infantes, escuela primaria, escuela secundaria, dispensario de salud, juzgado de paz, registro civil, policía, numerosos comercios y paseos públicos.
En el año 2014 se inauguró el Museo Comunal del Camino de las Tropas en la antigua estación ferroviaria la cual está siendo recuperada para museo, biblioteca y centro cultural.
Los fieles católicos están construyendo la capilla local y numerosos vecinos sostienen al Club Atlético Barracas, el cual está resurgiendo con le apoyo de la Comuna.
La principal actividad económica es la agropecuaria, teniendo un fuerte crecimiento en los últimos años a raíz de la expansión de la frontera agrícola por el bum de la soja.

## Población
Cuenta con una población estimada de 322 habitantes (Indec, 2022), lo que representa un incremento del 27% frente a los 234 habitantes (Indec, 2010) del censo anterior.
| Gráfica de evolución demográfica de La Posta entre 1991 y 2022 |
|                                                                |
| Fuente: Censos nacionales del INDEC                            |

## Sismicidad
La sismicidad de la región de Córdoba es frecuente y de intensidad baja, y un silencio sísmico de terremotos medios a graves cada 30 años en áreas aleatorias. Sus últimas expresiones se produjeron:
- 22 de septiembre de 1908 (116 años), a las 17.00 UTC-3, con 6,5 Richter, escala de Mercalli VII; ubicación 30°30′0″S 64°30′0″O / -30.50000, -64.50000; profundidad: 100 km; produjo daños en Deán Funes, Cruz del Eje y Soto, provincia de Córdoba, y en el sur de las provincias de Santiago del Estero, La Rioja y Catamarca[3]

- 16 de enero de 1947 (78 años), a las 2.37 UTC-3, con una magnitud aproximadamente de 5,5 en la escala de Richter (terremoto de Córdoba de 1947)[2]

- 28 de marzo de 1955 (70 años), a las 6.20 UTC-3 con 6,9 Richter: además de la gravedad física del fenómeno se unió el desconocimiento absoluto de la población a estos eventos recurrentes (terremoto de Villa Giardino de 1955)

- 7 de septiembre de 2004 (20 años), a las 8.53 UTC-3 con 4,1 Richter

- 25 de diciembre de 2009 (15 años), a las 21.42 UTC-3 con 4,0 Richter